# Léon Paraspondylos
 (janvier 2023).
Léon Paraspondylos (en grec : Λέων Παρασπόνδυλος) est un haut fonctionnaire byzantin du XIe siècle qui est l'équivalent d'un premier ministre lors du règne de Théodora Porphyrogénète, puis de Michel VI.

## Biographie
Il se pourrait que Léon appartienne à la famille des Spondylos et soit un parent du général Michel Spondylès. Le préfixe de « para » accolé à son nom est fort probablement un surnom. Il apparaît dans les sources comme un membre de l'administration sous Michel IV le Paphlagonien (1034-1041) et grimpe dans la hiérarchie pour devenir paradynasteuon (ministre en chef) sous Théodora (1042-1056) et Michel VI (1056-1057), détenant les postes de synkellos et protosynkellos.
Selon Michel Attaleiatès, un chroniqueur contemporain de Michel, il est un excellent administrateur. Néanmoins, en 1057, face aux doléances de certains des plus grands généraux de l'Empire, il exprime un refus catégorique qui engendre leur rébellion et le renversement de Michel VI au profit d'Isaac Ier Comnène. Il est alors démis de ses fonctions, exilé loin de Constantinople et peut-être tonsuré de force. Si Michel Psellos est parfois critique de la rudesse de Léon Paraspondylos, il interjette en sa faveur auprès d'Isaac Ier, sans succès. Quoi qu'il en soit, rien n'est connu de lui après sa chute.